# Centre-ville d'Amiens
Le centre-ville d'Amiens occupe l'espace compris à l'intérieur de la ceinture de boulevards intérieurs. S'y trouvent plusieurs quartiers comme le quartier Saint-Germain, le quartier Saint-Jacques, le quartier Notre-Dame.

## Histoire
Le centre ville d'Amiens reprend grosso modo l'espace d'Ambianorum, la ville au Bas-Empire romain repliée à l'intérieur de remparts. À partir du XIIIe siècle, la ville déborda les murailles qui l'enserraient et une seconde ceinture de remparts fut construite au sud. De ce fait, l'axe majeur est-ouest s'inscrivit dans l'espace occupé par les anciens remparts.
Au XIXe siècle, des travaux d'urbanisme modifièrent sensiblement la physionomie du centre-ville : construction de nouveaux monuments civils et religieux.
En 1918, la ville d'Amiens subit des bombardements de l'artillerie de l'armée allemande ce qui conduisit durant l'entre-deux-guerres, à la reconstruction d'immeubles de style art déco.
Les 18 et 19 mai 1940, lors de la Bataille de France, au début de la Seconde Guerre mondiale, le centre-ville subit de violents bombardements aériens qui le détruisirent en quasi-totalité. La reconstruction de l'après guerre se prolongea jusqu'aux années 1960 sous la direction de l'architecte Pierre Dufau.

## Morphologie du centre-ville
Le centre-ville malgré les destructions de la Seconde Guerre mondiale a gardé un ensemble monumental conséquent : la cathédrale Notre-Dame, l'église Saint-Leu, l'église Saint-Germain, le beffroi, le Logis du Roi, la Maison du Sagittaire, la Malmaison pour les plus anciens.
La place Gambetta (ancien forum gallo-romain) en est le carrefour principal vers lequel convergent les axes nord-sud et est-ouest. L'artère principale est la rue des Trois Cailloux bordée de commerces et de banques, cette rue relie la place Gambetta à la place René Goblet, elle a été percée au Moyen Age sur le tracé du remparts sud de la ville du IVe au XIIe siècle. Elle est prolongée à l'ouest jusqu'à l'Hôtel de ville par la rue Delambre puis par la rue Gresset qui relie la place de l'hôtel de ville à la place Léon Gontier où se trouve Maison de la Culture. A l'est la rue des Trois Cailloux débouche sur la place René Goblet où domine la statue monumentale du maréchal Leclerc à l'arrière de laquelle le square Saint-Denis, un des deux jardins publics du centre ville, abrite un marronnier labélisé arbre remarquable et la statue de du Cange. La place René Goblet est reliée à la place Alphonse Fiquet où se trouve la gare du Nord par la rue de Noyon bordée de commerces.
Dans le centre-ville se concentrent les lieux de pouvoir :
- pouvoir religieux avec la cathédrale et les églises Saint-Leu, Saint-Germain, Saint-Rémi, Saint-Jacques, le temple protestant et la mosquée An Nour ;
- pouvoir politique avec l'hôtel de ville, la préfecture et Conseil départemental de la Somme ;
- pouvoir judiciaire et policier avec le palais de justice, l'hôtel de police, la gendarmerie nationale ;
- pouvoir financier avec la Trésorerie générale de la Somme, la banque de France et les agences bancaires du secteur privé ;

s'y concentre également les activités commerciales et culturelles avec le Musée de Picardie et la Bibliothèque Louis Aragon, la Maison de la culture, la Comédie de Picardie, le conservatoire de musique et d'art dramatique.
La place Gambetta est reliée aux boulevards intérieurs par la rue de la République où se trouvent des lieux de pouvoirs : préfecture, Conseil départemental de la Somme, banque de France ou de culture : Musée de Picardie et Bibliothèque Louis Aragon. La rue des Sergents prolongée par la rue Flatters relie au nord-est la place Gambetta aux quartiers nord de la ville tandis qu'au nord-ouest de la place la rue des Vergeaux prolongée par la grande rue de la Veillère fait de même.
Le centre-ville d'Amiens se subdivise en plusieurs quartiers :
Les quartiers, Saint-Jacques, Saint-Germain, Saint-Rémi, cathédrale

### Saint-Germain
Le quartier Saint-Germain est un secteur du centre-ville qui s'étend de part et d'autre de l'église Saint-Germain l'Écossais. Il prolonge le quartier Saint-Leu à l'ouest. On y trouve les Halles et le beffroi.

### Saint-Jacques
Le quartier Saint-Jacques est un secteur du centre-ville limité à l'est par les rues du maréchal de Lattre de Tassigny et du général Leclerc, au nord par la Somme, à l'ouest par les boulevards intérieurs. Il s'est développé dès le Moyen Âge autour de l'église Saint-Jacques. Détruit en grande partie par les bombardements allemands de 1940, le quartier a été entièrement reconstruit, on y trouve le temple protestant, une caserne de pompiers, la Maison de la culture, l'ancienne caserne Stengel, l'ancienne abbaye Saint-Jean-des-Prémontrés dite « cloître Dewailly », le conservatoire de musique et d'art dramatique, le centre sportif Coliseum, la bourse du travail.